# 徐晦
徐晦（76？年—838年），字大章，號興勝，泉州泉安潘湖鄉徐倉人，唐朝政治人物，泉州歷史上第一位状元。

## 生平
初試落第，同鄉榜眼歐陽詹寫詩勉之：“嘉穀不夏熟，大器當晚成”。貞元十八年（802年）壬午科狀元。得楊憑舉薦，登贤良方正。授栎阳尉。杨凭為京兆尹時，被政敵御史中丞李夷簡彈劾而获罪，贬为临贺（今廣西賀縣南）尉，好友权德舆不敢送行。徐晦獨至藍田與別，权德舆問徐晦這樣做真不怕被連累（“君送楊臨賀，誠為厚矣，無乃為累乎！”）徐晦對曰：“晦自布衣蒙楊公知獎，今日遠謫，豈得不與之別！借如明公它日為讒人所逐，晦敢自同路人乎！”李夷简奏徐晦为监察御史。李夷简说：“君不负杨凭，肯负国乎？”
歷官殿中侍御史、尚书郎、晋州刺史。宝历元年（825年）出任福建观察使。大和四年（830年）拜兵部侍郎，改太子宾客。官至禮部尚書。嗜酒，晚年失明，归居晋江湾海（现称安海）徐状元巷（又名徐公店徐厝巷）。开成三年（838年）三月卒。追赠兵部尚书。有子徐潘、徐湖、徐江。

## 延伸阅读
[在维基数据编辑]
 在维基文库阅读此作者作品
 《舊唐書/卷165》，出自刘昫《舊唐書》